# Battle Supremacy
『Battle Supremacy』は、アメリカのゲーム開発スタジオAtypical Gamesが開発・発売したゲームソフト。
シリーズ作品として、『Battle Supremacy - Evolution』『Battle Supremacy – Ground Assault』が発売されている。

## 車両
第二次世界大戦で使用されたドイツ、アメリカ、日本、ソ連、イギリスの車両が登場する。
| 車両名          | 国名     | 威力             | 機動性           | 備考                                                     |
| --------------- | -------- | ---------------- | ---------------- | -------------------------------------------------------- |
| M4シャーマン    | アメリカ | 通常             | 通常             | このゲームにおける初期車両。敵(AI)としても登場する。     |
| M18ヘルキャット | アメリカ | やや強め         | 最高水準         | 一番機動性が高い。M4と同じく敵(AI)としても登場する。     |
| 一式中戦車チヘ  | 日本     | 通常よりやや低め | 通常よりやや高い | 火力は弱いがリロード速度が速め。装甲が薄い。             |
| 四式中戦車チト  | 日本     | 通常より高め     | M4よりやや高め   | リロード速度や機動性などで劣るが、火力が高め             |
| V号戦車パンター | ドイツ   | 高め             | 通常より低め     | 火力と装甲は高いが、リロード速度が遅い。                 |
| T-34/85         | ソ連     | 通常よりやや高め | 通常             | リロード速度はチヘより遅くチトより速め。火力はやや強め。 |